# Cầu Saint-Bénezet
43°57′14″B 4°48′18″Đ / 43,95389°B 4,805°Đ
Cầu Saint-Bénezet hay cầu Avignon là một cây cầu đã gãy đổ nằm ở khu lịch sử của thành phố Avignon. Nguyên thủy, cầu được xây trong khoảng thời gian 1171-1185, bắc qua sông Rhône để nối Avignon với Villeneuve-lès-Avignon. Khi hoàn thành cầu có 22 nhịp và dài 900 m. Cầu Saint-Bénezet bị phá hủy nhiều lần vì lụt và cũng được tái xây dựng nhiều lần; trận lụt năm 1668 cuốn đi gần hết cầu và người ta quyết định không xây lại nữa.
Ngày này chỉ còn 4 nhịp cầu cũ còn lại; di tích của cầu cùng Cung điện của Giáo hoàng và Tòa nhà Hội đồng giám mục gần đó đã được UNESCO công nhận là di sản thế giới vào năm 1995.

## Bài hát "Sur le pont d'Avignon"
Sur le pont d’Avignon
L'on y danse, l'on y danse
Sur le pont d’Avignon
L'on y danse tous en rond...

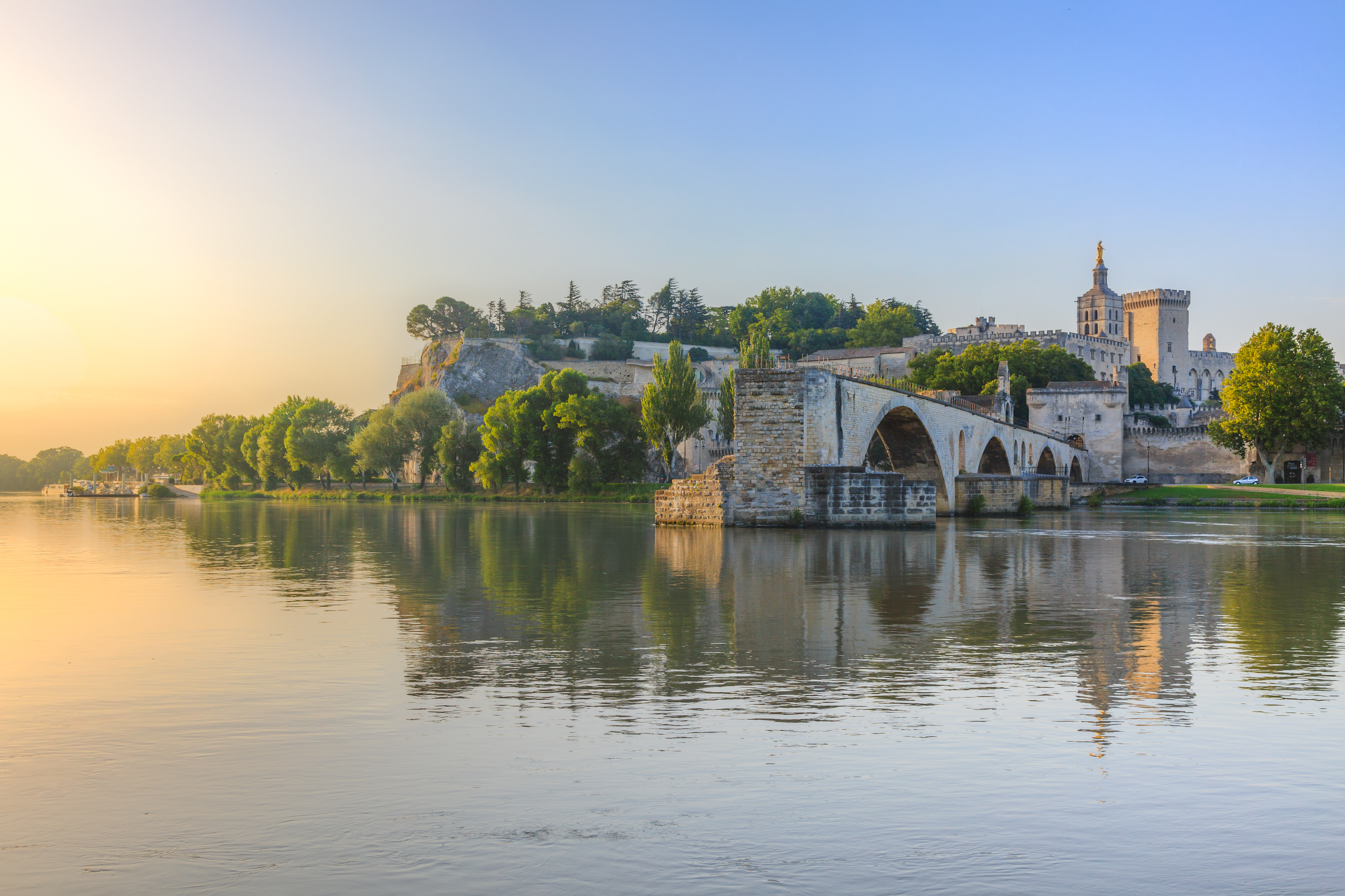
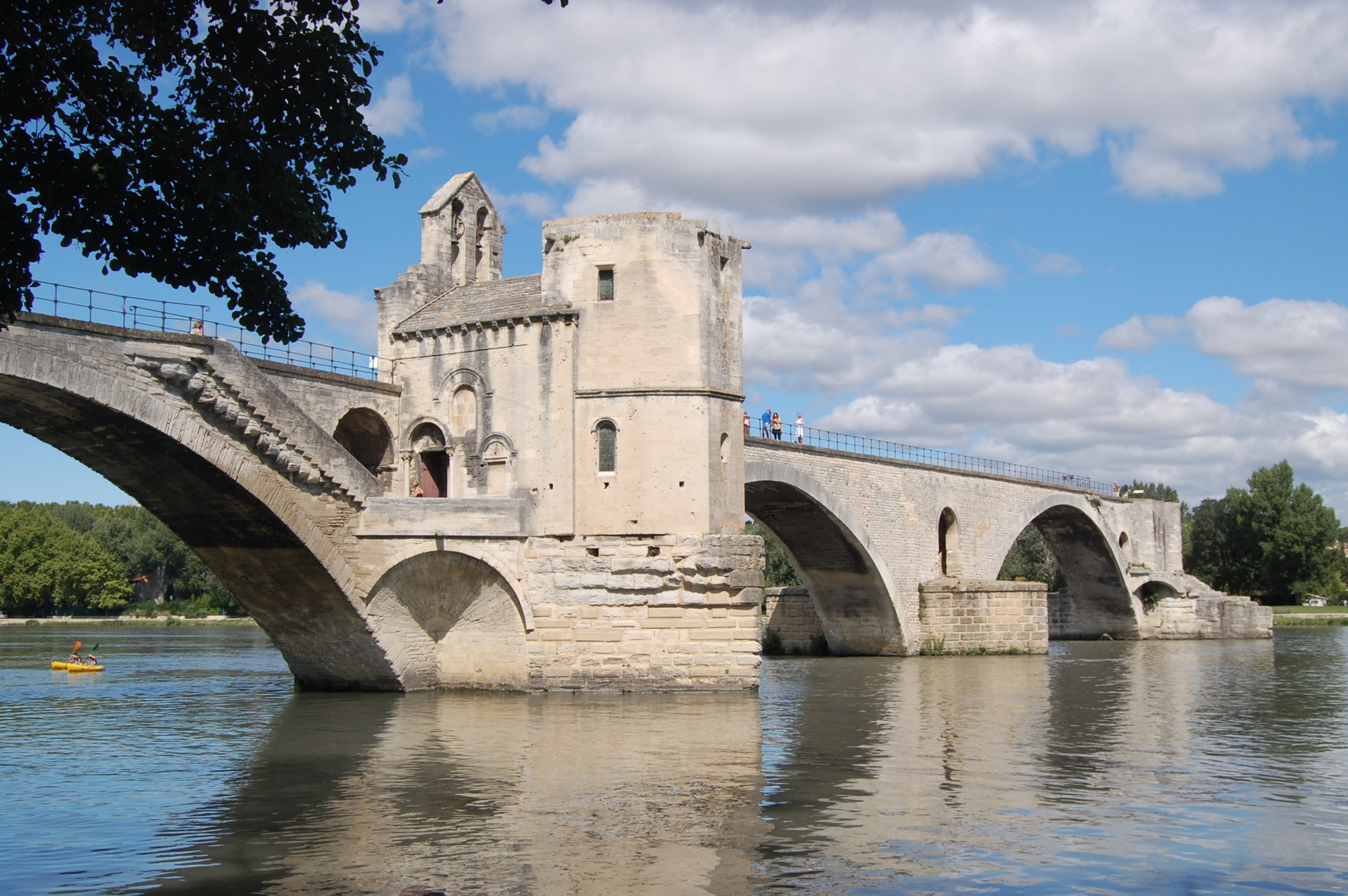
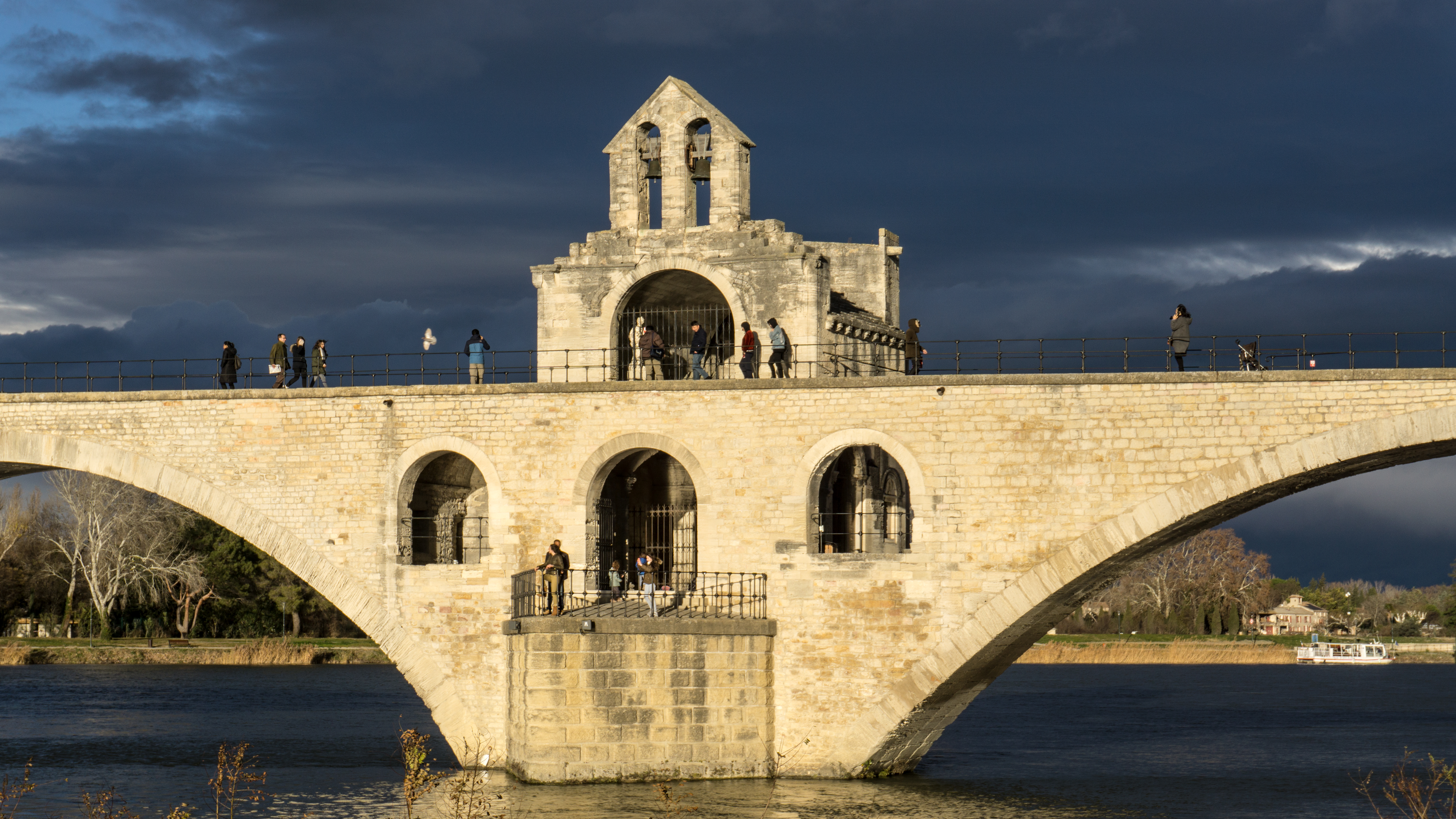
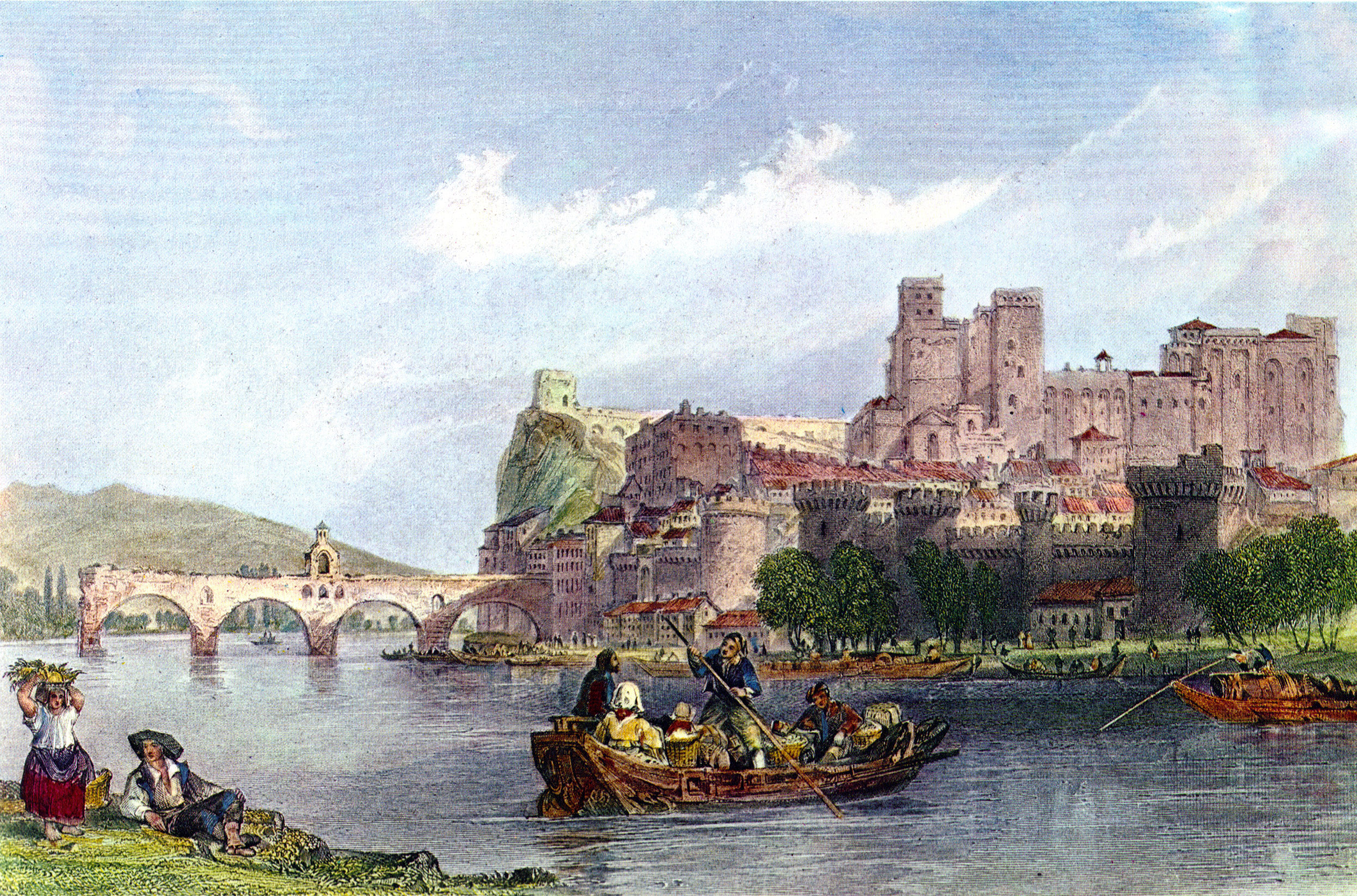
Tranh vẽ khoảng năm 1840